# Michael Becker (Jurist)
Michael Becker (* 1955) ist ein deutscher Rechtswissenschaftler.

## Leben
Er studierte Rechtswissenschaften an der Universität des Saarlandes. Nach den Staatsexamina und dem Justizreferendariat im Saarland, der Promotion 1984 bei Volker Emmerich mit einem wirtschaftsrechtlichen Thema war er Assistent am Institut für Europäisches Recht der Universität des Saarlandes, zunächst bei Bernhard Aubin, sodann bei Günther Jahr. Dann absolvierte er ein LL.M.-Studium in corporation law an der New York University. Danach war er wissenschaftlicher Referent am Max-Planck-Institut für ausländisches und internationales Privatrecht in Hamburg mit Zuständigkeit für die Länderreferate Schweiz, Liechtenstein und USA. Nach der Habilitation 1996 an der Universität Hamburg (Fachbereich Rechtswissenschaft I) mit Erteilung der Lehrbefugnis für die Fächer Bürgerliches Recht, Handelsrecht, Zivilprozessrecht, Internationales Privatrecht und Rechtsvergleichung bei Ernst-Joachim Mestmäcker und Karsten Schmidt mit einer rechtsvergleichenden Arbeit zur Problematik der Verwaltungskontrolle durch Gesellschafterrechte nach deutschem und US-amerikanischem Recht vertrat er Dozenturen in Jena, FU Berlin, Hamburg und an der TU Dresden, wo er den Ruf auf den Lehrstuhl für Bürgerliches Recht, Handelsrecht, Zivilprozessrecht und Internationales Privatrecht im Sommersemester 1998 annahm.

## Schriften (Auswahl)
- Der Austritt aus der GmbH. Durchsetzung eines unentziehbaren Individualrechts im Interesse effektiven Minderheitenschutzes. Kehl 1985, ISBN 3-88357-048-6.
- Verwaltungskontrolle durch Gesellschafterrechte. Eine vergleichende Studie nach deutschem Verbandsrecht und dem amerikanischen Recht der corporation. Tübingen 1997, ISBN 3-16-146827-9.
- Der unfaire Vertrag. Verfassungsrechtlicher Rahmen in privatrechtlicher Ausfüllung. Tübingen 2003, ISBN 3-16-148210-7.